# Pont-Saint-Pierre

Pont-Saint-Pierre este o comună în departamentul Eure, Franța. În 1 ianuarie 2022 avea o populație de 1.137 de locuitori.